# دالخانی
دالخانی، شهری در بخش دالخانی شهرستان رامسر در استان مازندران ایران است. این شهر، مرکز بخش دالخانی است.

## جمعیت
بر پایه سرشماری عمومی نفوس و مسکن در سال ۱۳۹۵، جمعیت شهر دالخانی برابر با ۸۰۹ نفر (۲۷۸ خانوار) بوده است.